# Náboženství v Asii
Asie je kolébkou všech hlavních světových náboženství – islámu, hinduismu, buddhismu, křesťanství, judaismu, taoismu i šintoismu. Nejrozšířenějším náboženstvím v Asii je hinduismus a islám, buddhismus hraje významnou roli v jihovýchodní Asii.

## Náboženství podle států
Islám je převážně na Blízkém východě a v Indii, také je většinovým náboženstvím v Bangladéši. V Indii je sice muslimů malé procento, ale absolutně jich je přes 100 milionů.
Hinduismus je téměř výhradně v Indii a okolních státech (např. Nepál), menšinově se vyskytuje v Bangladéši, na Srí Lance, na Fidži, v Indonésii (na ostrově Balu) atd.
Buddhismus je nejvíce rozšířený v jihovýchodní Asii, například v Thajsku. Velké absolutní množství (ale poměrně malé procento) buddhistů žije v Číně. Oproti tomu velké procento, ale malé množství buddhistů je v Mongolsku.
Křesťanství je rozšířeno převážně v zemích bývalého Sovětského svazu (Rusko, Gruzie), většinové je také na Filipínách a ve Východním Timoru. V jiných státech není prakticky vůbec.
Judaismus (židovství) je náboženství v Asii koncentrované do jediného státu, Izraele. Jinde se prakticky nevyskytuje.
Šintoismus je další "jednostátové" náboženství, pouze v Japonsku, kde má přes 90 % svých věřících[zdroj?].